# Gada (Nigéria)
Gada é uma das 23 Áreas do governo local em Socoto, Nigéria.
Compartilha uma fronteira com a República do Níger ao norte. Possui uma área de 1315 km² e uma população de 248267 no censo de 2006.
O código postal da área é 843.